# Сермерсайм
Сермерсайм (фр. Sermersheim) — коммуна на северо-востоке Франции в регионе Гранд-Эст (бывший Эльзас — Шампань — Арденны — Лотарингия), департамент Нижний Рейн, округ Селеста-Эрстен, кантон Эрстен. До марта 2015 года коммуна административно входила в состав упразднённого кантона Бенфельд (округ Селеста-Эрстен).
Площадь коммуны — 10,12 км², население — 802 человека (2006) с тенденцией к росту: 862 человека (2013), плотность населения — 85,2 чел/км².

## Население
Население коммуны в 2011 году составляло 814 человек, в 2012 году — 838 человек, а в 2013-м — 862 человека.
| 1962 | 1968 | 1975 | 1982 | 1990 | 1999 | 2006 | 2008 | 2011 | 2012 | 2013 |
| ---- | ---- | ---- | ---- | ---- | ---- | ---- | ---- | ---- | ---- | ---- |
| 683  | 692  | 674  | 604  | 677  | 829  | 802  | 798  | 814  | 838  | 862  |

Динамика населения:

## Экономика
В 2010 году из 536 человек трудоспособного возраста (от 15 до 64 лет) 413 были экономически активными, 123 — неактивными (показатель активности 77,1 %, в 1999 году — 74,6 %). Из 413 активных трудоспособных жителей работали 398 человек (216 мужчин и 182 женщины), 15 числились безработными (5 мужчин и 10 женщин). Среди 123 трудоспособных неактивных граждан 42 были учениками либо студентами, 52 — пенсионерами, а ещё 29 — были неактивны в силу других причин.

## Достопримечательности (фотогалерея)

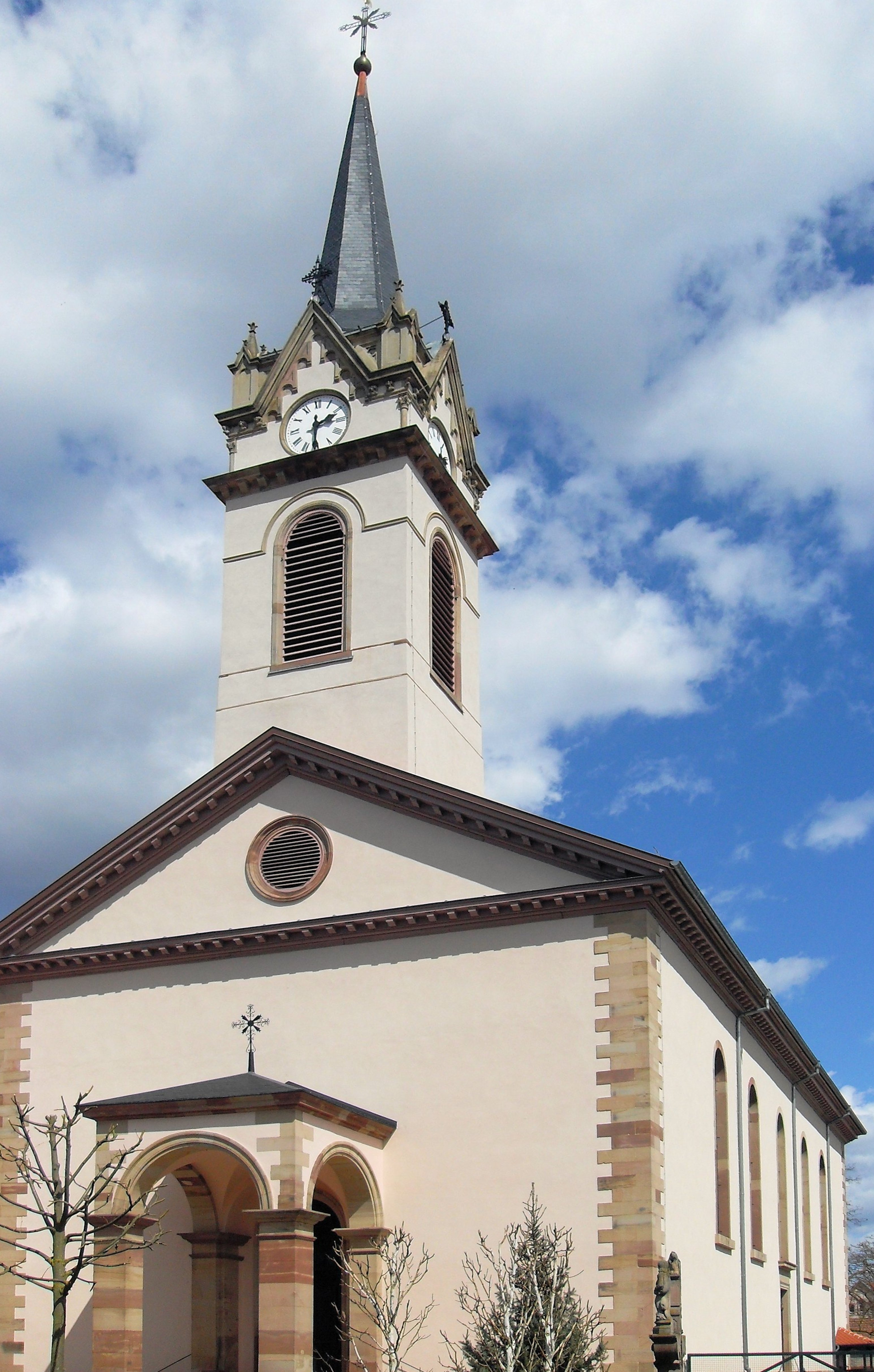
Церковь